# Apantesis carlotta
Apantesis carlotta là một loài bướm đêm thuộc phân họ Arctiinae, họ Erebidae.